# Мотрук Петро Костянтинович
Мотру́к Петро́ Костянти́нович (17 лютого 1905, с. Костільники, Королівство Галичини та Володимирії, Австро-Угорщина — 9 листопада 1990, с. Виноградне (Заліщицький район) Заліщицького району Тернопільської області) — український селянин та політичний діяч, депутат  Тернопільської обласної ради, Герой Соціалістичної Праці (1966).

## Біографія
Народився 17 лютого 1905 року в селі Костільники (тепер — Виноградне Заліщицького району) на Тернопільщині.
Працював ланковим з вирощування кукурудзи у колгоспах сіл Зозулинці та Виноградне Заліщицького району.
Був учасник німецько-радянської війни.
Обирався депутатом  Тернопільської обласної ради.
У 1966 році отримав звання Героя Соціалістичної Праці.

## Нагороди
- Герой Соціалістичної Праці (1966)